# A Condessa Descalça
The Barefoot Contessa (prt/bra: A Condessa Descalça) é um filme estadunidense de 1954, do gênero drama romântico, escrito e dirigido por Joseph L. Mankiewicz.

## Elenco
- Humphrey Bogart...Harry Dawes
- Ava Gardner… Maria Vargas
- Edmond O'Brien… Oscar Muldoon
- Marius Goring… Alberto Bravano
- Valentina Cortese… Eleanora Torlato-Favrini
- Rossano Brazzi… conde Vincenzo Torlato-Favrini
- Elizabeth Sellars… Jerry
- Warren Stevens… Kirk Edwards
- Franco Interlenghi… Pedro Vargas
- Mari Aldon… Myrna
- Bessie Love… sra. Eubanks
- Diana Decker… loira bêbada
- Bill Fraser… J. Montague Brown
- Alberto Rabagliati… dono da boate
- Enzo Staiola

## Sinopse

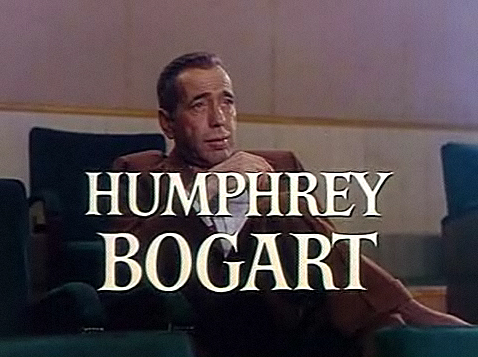
Humphrey Bogart em cena do trailer

Durante o funeral da grande atriz internacional de cinema Maria D'Amata, três homens que a conheceram começam a relembrar os fatos de sua vida conturbada, mostrados em flashback.
Harry Dawes narra como a conheceu em Madrid, quando ela usava seu nome verdadeiro de Maria Vargas e dançava em um cabaret da cidade. Dawes era diretor e roteirista em Hollywood e estava em crise profissional devido ao alcoolismo. Ele fora contratado pelo herdeiro milionário Kirk Edwards que, apesar de saber que Harry parara de beber havia seis meses, ainda usava isso para humilhá-lo e forçá-lo a fazer suas vontades. Dawes, Edwards e o relações públicas Oscar Muldoon viajaram até Roma em busca de um "novo rosto" para estrelar o primeiro filme produzido por Dawes e foram até Madrid, quando ouviram falar de Maria. Maria não gosta de Edwards mas aceitar ir aos Estados Unidos confiando em Dawes, que a orienta e a ajuda a ser independente de Edwards. E com isso se torna uma grande estrela, alcançando sucesso em três filmes dirigidos por Dawes.

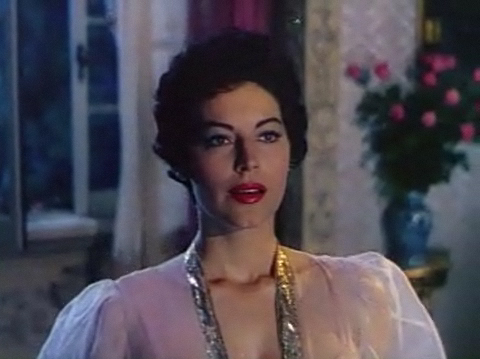
Ava Gardner em cena do filme

Oscar Muldoon conta quando acompanhou Maria quando ela deixou Edwards e se tornou a companhia de seu novo patrão, o milionário inescrupuloso sul-americano Alberto Bravano.
O terceiro homem a contar a história de Maria é o conde italiano Vincenzo Torlato-Favrini, o único a quem Maria verdadeiramente amou.

## Prêmios e indicações
Oscar 1955
- Vencedor
  - Melhor ator coadjuvante (Edmond O'Brien)[3]

Indicado
- - Melhor roteiro original[3]

Prêmios Globo de Ouro 1955
- Vencedor
  - Melhor ator coadjuvante/secundário (Edmond O'Brien)[4]

Writers Guild of America (1955)
- Indicado
  - Melhor roteiro dramático[carece de fontes?]